# Аеродром Кефалонија
Међународни аеродром „Ана Полату” Кефалонија (грч. Αερολιμένας Κεφαλονιάς „Άννα Πολλάτου”) је међународни аеродром грчког острва и великог туристичког одредишта Кефалоније. Аеродром се налази 8 km јужно од главног града острва, Аргостолија.
Аеродром Кефалонија махом опслужује туристе, па преовлађују сезонске линије и чартери. И поред тога, овај аеродром спада међу 14 најпрометнијих ваздушних лука у држави. По последњим подацима из 2024. године кроз аеродром је прошло више 870 хиљада путника.

## Авио-компаније и дестинације
Следеће авио-компаније обављају редовне и чартер летове на аеродрому Кефалонија:
| Airlines              | Destinations |
| --------------------- | --- |
| Aegean Airlines       | Athens |
| Air Serbia            | Seasonal charter: Belgrade |
| Animawings            | Seasonal: Bucharest |
| Austrian Airlines     | Seasonal: Vienna |
| Avanti Air            | Seasonal charter: Graz, Linz |
| British Airways       | Seasonal: London–Heathrow |
| Condor                | Seasonal: Munich |
| Discover Airlines     | Seasonal: Frankfurt (begins 26 May 2025), Munich |
| easyJet               | Seasonal: London–Gatwick, Manchester, Milan–Malpensa, Naples, Nice                                                                                     |
| ITA Airways           | Seasonal: Rome–Fiumicino |
| Jet2.com              | Seasonal: Birmingham, Bristol, East Midlands, Edinburgh (begins 3 May 2026), Glasgow, Leeds/Bradford, London–Stansted, Manchester, Newcastle upon Tyne |
| Norwegian Air Shuttle | Seasonal: Oslo |
| People's              | Seasonal: St. Gallen/Altenrhein |
| Ryanair               | Seasonal: Bergamo, London–Stansted, Pisa, Rome–Fiumicino, Vienna                                                                                       |
| SkyAlps               | Seasonal: Bolzano (begins 7 June 2025) Seasonal charter: Innsbruck                                                                                     |
| Sky Express           | Athens, Corfu, Preveza/Lefkada, Zakynthos |
| Smartwings            | Seasonal: Prague Seasonal charter: Budapest |
| Sundor                | Seasonal: Tel Aviv |
| Transavia             | Seasonal: Amsterdam, Paris–Orly |
| TUI Airways           | Seasonal: Birmingham, Bournemouth, Bristol, Cardiff, East Midlands, London–Gatwick, London–Stansted, Manchester, Newcastle upon Tyne                   |
| TUI fly Netherlands   | Seasonal: Amsterdam |
| Volotea               | Seasonal: Bari (begins 10 July 2025), Naples |